# 服部彩加
服部 彩加（はっとり さいか、1994年2月28日 - ）は、日本のタレント、フリーアナウンサー、eスポーツプレイヤー。東京都出身、O型。スターダストプロモーション制作一部所属。

## 人物
上智大学文学部卒、実用英語検定準１級、TOEICスコア820点、学生時代はフランス語専攻。
ダンス（日本ダンススポーツ連盟 A級、日本ボールルームダンス連盟 B級取得）世界遺産検定２級。
クラッシックバレエ（3歳 - 12歳）と新体操（12歳 - 15歳）競技ダンス（18歳 - 21歳）の経験あり。
イギリス留学他、14カ国への渡航経験あり。

## 映画
- 『ANIMAを撃て！』（2018年3月）果穂 役

## テレビ
- 『勇者ああああ』（2021年2月23日、テレビ東京）

- 『そんなコト考えた事なかったクイズ！トリニクって何の肉？！』（2019年5月 - 、朝日放送テレビ・テレビ朝日）
- 『ヒルナンデス！』（2020年1月23日、2019年10月24日、11月7日、日本テレビ）
- 『ゲーム★マニアックス』（2019年3月 - 、BSアニマックス）マックスガールズとして
- 『カカフカカ』5話　（2019年5月23日、MBS・TBS）
- 『恋と就活のダンパ』（2019年4月27日、NHK-BSプレミアム）蘭 役
- 『平成生まれ3000万人！そんなコト考えた事なかったクイズ』（2018年8月28日、ABC）

## 雑誌
- 『MONOQLO』３月号（2021年1月、晋遊舎）

- 『ガールズゲーマー‘’PARTY‘’』（2019年9月、白夜書房）
- 『日経エンターテイメント』（2019年11月、日経BP）
- 『Tarzan』Fitness Jane 企画（2019年11月、マガジンハウス）
- 『ヤングマガジン』19号 巻末グラビア（2020年4月、講談社）

## イベント
- 「東京ゲームショウ2019」オフィシャルレポーター（2019年9月12日 - 15日）
- 「eQリーグ2019 芸能人女子エンタメeスポーツクイーン決定戦」3位（2019年1月 - 4月）
- 「eQリーグ2020 芸能人女子エンタメeスポーツクイーン決定戦」プレシーズンマッチ「SAMURAI SPIRITS」部門 優勝（2020年3月20日）

## 広告
- 「ワイルドリフト」公式インフルエンサー（2021年3月 - ）

- 「GILTY GEAR -STRIVE-」オフィシャルアンバサダー／オフィシャルプレイヤー（2020年10月 - ）